# Pałacyk Kancelsona w Bobrujsku
Pałacyk Kancelsona w Bobrujsku (biał. Палацык Канцэльсона) – zbudowany w 1912 drewniany dworek miejski znajdujący się w Bobrujsku przy ul. Internacjonalnej 75. 

## Historia
Budynek wzniesiono w 1912 na ówczesnej ul. Prysutniej (Prysutstwiennej) jako własność bobrujskiego kupca Kancelsona. Architekt nadał drewnianemu dworkowi kształt modernizmu z charakterystycznym oknem w fasadzie głównej. Od listopada 1918 w pałacyku mieścił się Powiatowy Komitet Rewolucyjny (na jego cześć odsłonięto w 1958 na budynku tablicę pamiątkową). 
Obecnie w pałacyku znajduje się biblioteka miejska. 